# Игумново (Можайский район)
Игу́мново — деревня в Можайском районе Московской области в составе сельского поселения Спутник. Численность постоянного населения по Всероссийской переписи 2010 года — 161 человек. До 2006 года Игумново входило в состав Кожуховского сельского округа.
Деревня расположена в центральной части района, примерно в 2,5 км к северу от Можайска, на правом брегу Москва-реки, высота центра над уровнем моря 176 м. Ближайшие населённые пункты на противоположном берегу реки — Тетерино западнее и Ильинская Слобода — южнее.
В 1643 году боярину князю Дмитрию Мамстрюковичу Черкасскому дана пустошь (сельцо) Игуменньево (Соколово) в выслужную вотчину с пустошами в Дягилевом стане Можайского уезда.
| 2002 | 2006 | 2010 |
| ---- | ---- | ---- |
| 196  | ↘177 | ↘161 |